# Археология Башкортостана
Археология Башкортостана — наука, изучающая и реконструирующая прошлое Республики Башкортостан на основе материальных остатков деятельности человека.

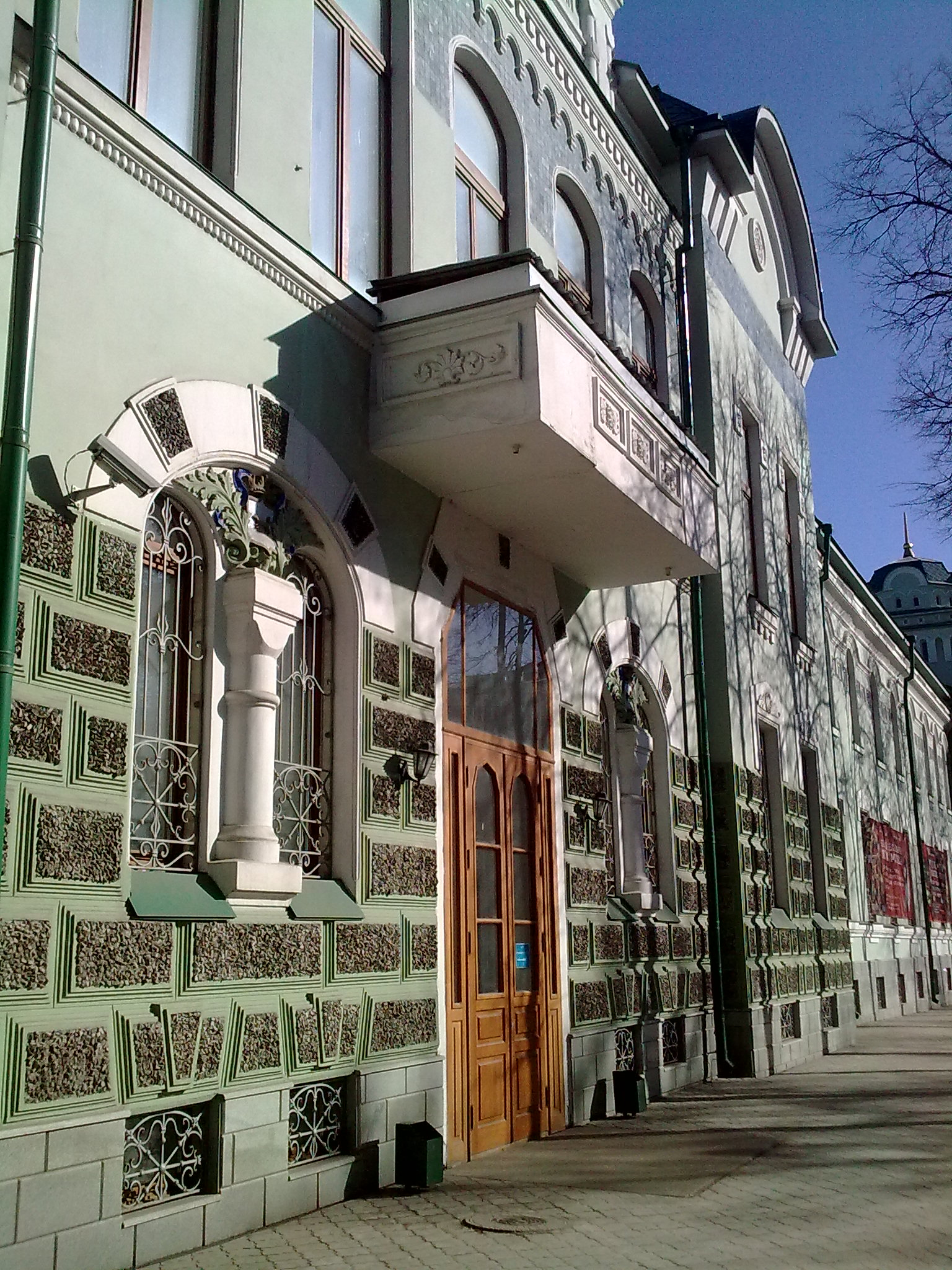
Национальный музей РБ г. Уфа

## История
Первые экспедиции Российской академии наук в 18 веке положили начало поиску и описанию археологических памятников на территории Башкортостана. Археологи, участники экспедиций П. И. Рычков, П. С. Паллас, И. И. Лепехин описали древние курганов, городища и рудники в окрестностях Уфы, Благовещенска, Стерлитамака и других местах Оренбургской губернии.
Во 2-й половине 19 века в Уфе был создан Губернский комитет по музеям. В 1865—1867 годах член комитета Р. Г. Игнатьев проводил обследование Уфимского (Чертова), Бирского и Кара-Абызского городищ, а также раскопки курганов на мусульманском кладбище в Уфе, на дачах Миасских золотоносных приисков и возле д. Кальчирбуран современного Аургазинского р-на РБ.
В 1893—1894 годах археолог Нефедов производил первые раскопки древних городищ: Уфимского (Чертова), Кара-Абызского, Ново-Медведевского (Юлдашевского — Петер-Тау). Одновременно в фонды Уфимского губернского музея поступали древние предметы из случайных находок и сборов: бронзовые украшения из Бирска, клад бронзовых орудий из-под д. Миловка Уфимского района, вещи из раннесредневекового погребения, найденного на территории дачи помещика В. А. Новикова, янтарное ожерелье из погребения на Семинарской горе в Уфе и др. Эти коллекции подробно описаны Н. Н. Булычевым в 1902 и 1904 годах.
С конца 19 века начинается изучение археологических памятников бассейна реки Белой. Археолог А. А. Спицын изучал Бирское, Костаревское и Дюртюлинское городища в низовьях реки Белой, собрал материал, позволивший установить место этих памятников в разработанной им периодизации прикамских древностей.
В 20-е годы 20 века Г. В. Вахрушевым составлена первая археологическая карта Башкирии с 17 городищами, 27 курганами, 14 бескурганными могильниками.
Планомерные и целенаправленные археологические работы начались в 1950-е годы после создания в Институте истории, языка и литературы (ИИЯЛ) БФ АН СССР группы археологии. Проводились планомерные исследования памятников эпохи раннего железного века и средневековья, ранних кочевников в Башкортостане.
В 1970-х годах проводятся раскопки некрополей и расположенных рядом с ними городищ эпохи раннего железного века у сс. Шипово и Охлебинино, исследования курганов ранних кочевников в южноуральских степях (А. Х. Пшеничнюк). Были раскопаны: Староябалаклинский могильник эпохи бронзы на р. Дёма (Ю. А. Морозов, Горбунов), Юкаликулевское поселение на р. Ай (Горбунов, Обыденнов). Изучены новые памятники кочевников Южного Урала и Приуралья периода Золотой Орды на территории Башкортостана и Оренбургской области.
В 1980—1990-х годах археологи ИИЯЛ УНЦ РАН участвовали в создании общесоюзного Свода памятников археологии. Проводились исследования на «земотводах». Так, при обследовании небольшого участка около пос. Подольск (Хайбуллинский район) выявлено крупное языческое святилище (Г. Н. Гарустович). В «Баишевском микрорайоне» (Баймакский район) создан Историко-археологический и ландшафтный музей-заповедник «Ирендык».
В настоящее время в археологии Башкортостана получило развитие новое направление — этноархеология. Развиваются традиционные направления: история вооружения и военного дела кочевников раннего железного века и Средневековья, проблемы социально-экономической и этнокультурной истории, изучаются вопросы начала тюркизации Южного Урала.
С 2004 года ежегодно проводятся археологические экспедиции в пещеру Шульган-таш (Капова пещера) под руководством к.и.н. В. Г. Котова. В результате чего найдены новые рисунки; впервые обнаружены гравированные композиции; подтвержден древний возраст рисунков.
Новые вопросы в археологии Башкортостана возникают на материалах бахмутинской культуры, кара-якуповской культуры, кушнаренковской культуры, мазунинской культуры и пьяноборской культуры.

## Археологическое наследие
К настоящему времени на территории РБ выявлено и учтено 547 археологических памятников, из них более 300 — курганы и курганные могильники, более 150 — различные поселенческие памятники, 16 гротов и пещер, 7 грунтовых могильников, 7 металлургических комплексов и т. д.
Из них к позднему времени относятся 12 каменных выкладок, 11 мусульманских могильников, каменные ограды (12) — остатки «степных мечетей» или места установки юрт на летовках.
Из общего количества учтенных памятников 40 полностью исследовано, 15 разрушено, значительная часть находится в зоне воздействия водохранилищ, либо же затоплена ими.
На территории современного Башкортостана выявлены следы и памятники археологические культур каменного века, бронзового века и железного века.
- Каменный век. В мезолите каменного века сложились ильмурзинская культура и янгельская культура, в неолите — прибельская культура и ташбулатовская культура. В энеолите в Предуралье сформировалась агидельская культура, на Севере Башкортостана — гаринская культура, в Зауралье — суртандинская культура, в степях Южного Урала — ямная культура.
- Бронзовый век. В бронзовом веке на Южном Урале сложились абашевская культура, алакульская культура, межовская культура, петровская культура, саргаринская культура, синташтинская культура, срубная культура, фёдоровская культура и черкаскульская культура. Памятники северных районов РБ содержат материалы приказанской культуры и турбинской культуры.
- Железный век. В раннем железном веке степная территория РБ входила в ареал формирования курмантауской культуры, савроматской культуры и сарматской культуры. В лесной зоне в это время обитали племена ананьинской культуры, кара-абызской культуры, пьяноборской культуры. В восточных лесостепных районах обнаружены памятники гамаюнской культуры, гороховской культуры, иткульской культуры, саргатской культуры.

В Средневековье на территории РБ сформировались бахмутинская культура, именьковская культура, кара-якуповская культура, кушнаренковская культура, мазунинская культура, турбаслинская культура, чияликская культура.
К найденным археологическим памятникам относятся орудия труда, поселения и жилища, погребальные памятники; наскальные изображения, украшения и др. Древнейшими Археологическими памятниками на территории РБ являются Айдос, Мысовая, относящиеся к 400—100‑м тыс. до н. э.
Наиболее распространёнными являются поселения и погребальные памятники. Выделяются 3 типа поселений: стоянки, селища, городища. К погребальным памятникам РБ относятся курганные и грунтовые могильники и мавзолеи (Кэшэнэ). К археологическим памятникам относятся древние горные выработки или карьеры для добычи руды (Бакр-Узяк, Каргалы, Ташказганский рудник), обитаемые пещеры и святилища (Шульган-Таш, Заповедное святилище, Игнатьевское святилище), каменные изваяния (Акимбетовские курганы, Гумаровский могильник), клады (Аврюзтамакский клад, Куганакский клад, Миловский клад), свайные постройки, древние дороги, дольмены, менгиры.
Локальные группы памятником, относящихся к одной археологической культуре, выделяют в археологические комплексы (Аркаим, Биктимировский археологический комплекс, Горновский археологический комплекс, Кара-Якуповский археологический комплекс, Манякский археологический комплекс, Охлебининский археологический комплекс, Синташта, Таш-Елгинский археологический комплекс, Ташлинский археологический комплекс, Шиповский археологический комплекс, Яковлевский археологический комплекс). Группы памятников, относящиеся к разным культурам выделяются в археологические микрорайоны (Баишевский археологический микрорайон, Береговский археологический микрорайон).

## Наука

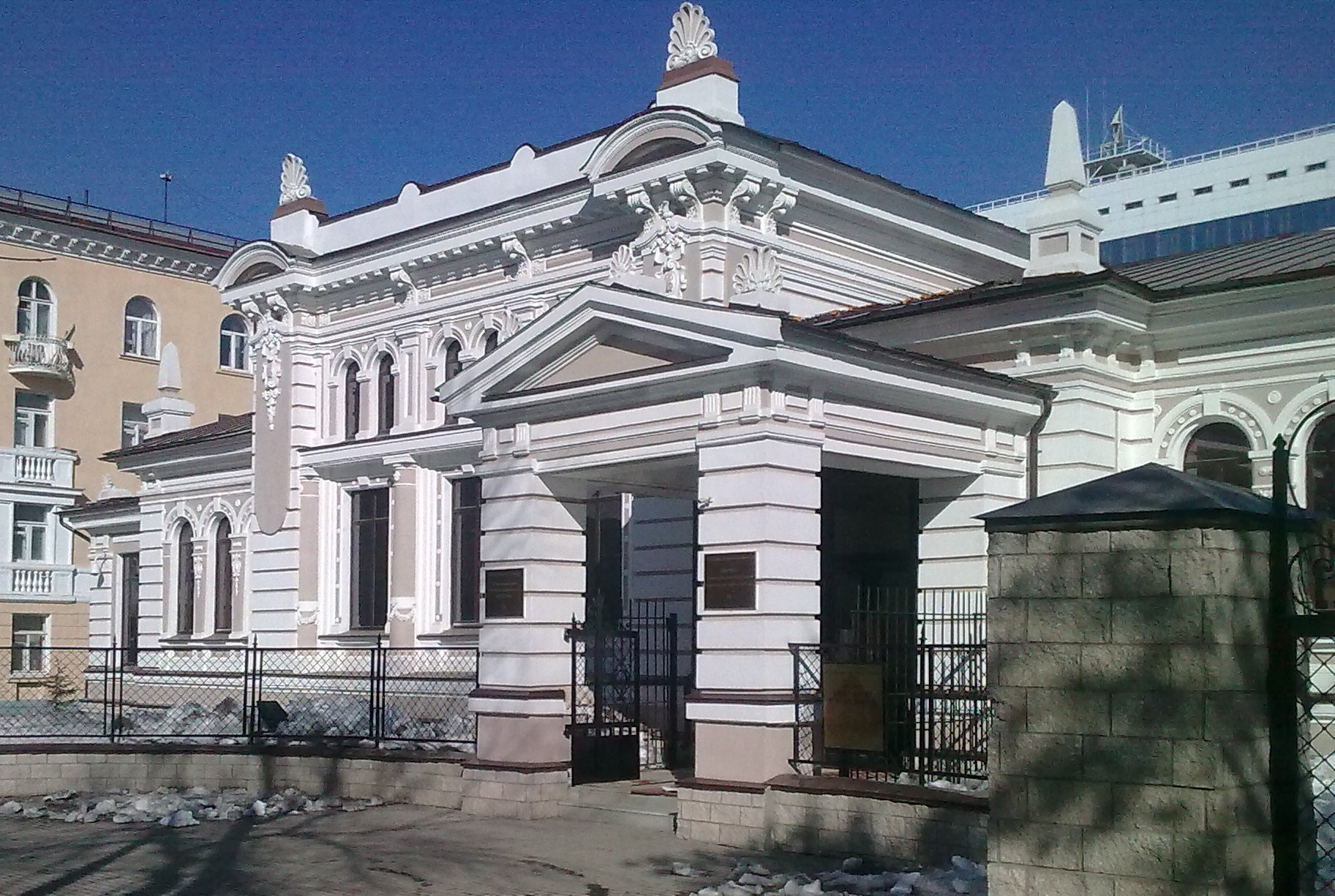
Музей археологии и этнографии г. Уфа

В 2010 году создано Археологическое общество Республики Башкортостан. Задачами общества являются содействие её членам в осуществлении археологической деятельности на территории Республики Башкортостан; содействие развитию российской археологии, как неотъемлемой части отечественной истории и культуры; консолидация и координация усилий археологов в области сохранения и исследования археологических объектов на территории Республики Башкортостан.
Ведущим археологом РБ является Мажитов, Нияз Абдулхакович — член-корреспондент Академии наук РБ.

## Издания
Уфимский Археологический вестник — научное издание. Выходит с 1998 года.

## Музеи
Музей археологии и этнографии УНЦ РАН был открыт по инициативе доктора исторических наук, профессора Раиля Кузеева в 1980 году.
Музей является крупнейшим хранилищем археологических, этнографических и антропологических коллекций. Уникальной является сарматская коллекция: в 1988 году в Филипповском могильнике на севере Оренбургской области  группа археологов под руководством профессора Анатолия Пшеничнюка обнаружила более 600 артефактов древних сарматов, в том числе 26 золотых фигурок оленей. В коллекцию вошли золотые олени, архары, конские подвески, ритоны и посуда с золотыми накладками в виде зверей и птиц, холодное оружие, женские украшения.
Национальный музей Республики Башкортостан имеет отдел археологии с экспонатами каменного и бронзового веков.